# جين إي. كلارك
جين إي. كلارك (بالإنجليزية: Jane Clarke)‏ هي كاتبة للأطفال وكاتِبة بريطانية، ولدت في 17 ديسمبر 1954 في Kettering ‏ في المملكة المتحدة.